# Charles Jackson
Charles Henry Jackson (Bromley, 11 augustus 1900 – Reading, 4 februari 1967) was een voormalig Engels voetballer en voetbaltrainer. In Nederland was hij van 1929 tot 1960 de hoofdtrainer van DWS, Hermes DVS, BVV, TOP, opnieuw BVV en Velox. In 1948 werd hij met BVV landskampioen van Nederland.

## Erelijst
BVV
| Nationaal     |    |         |
| Landskampioen | 1x | 1947/48 |